# Nannastacus erinaceus
Nannastacus erinaceus is een zeekommasoort uit de familie van de Nannastacidae. De wetenschappelijke naam van de soort is voor het eerst geldig gepubliceerd in 1913 door Zimmer.